# Aletopelta
Aletopelta ("escudo errante") foi um dinossauro da família Ankylosauridae cujos fósseis foram encontrados no sul da Califórnia.
Etimologicamente, seu nome genérico deriva dos termos gregos aletes e pelte que significam, respectivamente, "errante" e "Escudos". Este nome foi sugerido por Ben Creisler porque a localização do fóssil na época em que o dinossauro morreu, seria sobre a placa tectônica contendo a faixa [Peninsular Ranges Terrane] que era oposta ao meio do México, esta placa migrou para o norte, levando consigo o espécime. O epíteto específico homenageia o paleontólogo de vertebrados Walter P. Coombs Jr por seu trabalho pioneiro e anos de pesquisa sobre o grupo anquilossauros.

## Fósseis
Aletopelta era um anquilossaurídeo de tamanho médio, com comprimento estimado em cerca de 6 metros. É conhecido a partir de um esqueleto parcial (Holótipo: SDNHM 33.909), localizado no Museu de História Natural de San Diego, em San Diego, Califórnia. O esqueleto inclui fêmures, tíbias, fíbulas e partes incompletas das escápulas, úmeros, ulnas, ísquios direito e esquerdo, vértebras, costelas e partes da armadura sobre a cintura pélvica (cerca de 60 placas ósseas), além de oito dentes.
Aletopelta é classificada como um anquilossaurídeo devido principalmente a forma e disposição de sua armadura óssea, com formato mais fechado nos na família Ankylosauridae do que na família Nodosauridae.